# Masato Kurogi
Masato Kurogi (jap. 黒木 聖仁 Kurogi Masato; ur. 24 października 1989) – japoński piłkarz występujący na pozycji pomocnika. Obecnie występuje w Ventforet Kofu.

## Kariera klubowa
Od 2008 roku występował w klubach Cerezo Osaka, V-Varen Nagasaki i Ventforet Kofu.